# Оскар Шмідт
Оскар Даніель Безерра Шмідт (порт. Oscar Daniel Bezerra Schmidt; нар. 16 лютого 1958, Натал, Ріу-Гранді-ду-Норті, Бразилія) — бразильський баскетболіст, атакувальний захисник або легкий форвард. Учасник п'яти Олімпіад. Найрезультативніший гравець в історії баскетболу.

## Клубна кар'єра
Дід Оскара Шмідта переїхав до Південної Америки з Німеччини. Батько служив у військово-морських силах. Як і всі бразильські дітлахи захоплювався футболом, але в тринадцять років був змушений, через великий зріст, перейти до баскетбольної секції. З шістнадцяти років виступав за юнацький склад «Палмейраса» із Сан-Паулу. 1978 року перейшов до клубу «Сіріо» і в другому сезоні став переможцем Міжконтенентального кубка. У вирішальному матчі проти югославської «Босни» набрав 42 очки.
У 1982 році переїхав до Європи і протягом тринадцяти сезонів виступав у італійській та іспанській лігах. Вісім разів був кращим бомбардиром цих чемпіонатів. У складі «Казерти» — володарем кубка Італії 1988 року.
В середині 90-х повернувся на батьківщину, грав за «Корінтіанс», «Бандейрантес», «Греміо Баруері» і «Фламенго». Постійно очолював списки найрезультативніших гравців національної ліги. У складі «Корінтіанса» став, втретє, чемпіоном Бразилії.

## Збірна
Кольори національної збірної захищав з 1977 по 1996 роки, всього провів 326 матчів і набрав 7693 очки. На першому чемпіонаті світу здобув бронзову нагороду, а на останньому, четвертому — став найвлучнішим гравцем турніру (з середньою результативністю 34,6 очка за гру).
На літніх Олімпійських іграх дебютував 20 липня 1980 року, у матчі проти збірної Чехословаччини (перемога 72:70). На турнірі в Сеулі встановив рекорд результативності в одному матчі — 55 очок проти команди Іспанії. Тричі був найрезультативнішим гравцем баскетбольних змагань на Олімпіадах. Єдиний гравець, якому вдалося набрати 100 очок на цих турнірах (всього 1093).
На драфті Національної баскетбольної асоціації 1984 року був обраний клубом «Нью-Джерсі Нетс», але від виступів у найсильнішій лізі світу відмовився з двох причин. По-перше, 131 номер драфту не відповідав його професіональному рівню. По-друге, Міжнародна федерація баскетболу, до 1989 року, забороняла гравцям НБА брати участь на Олімпійських іграх і чемпіонатах світу. А Шмідт вважав, що виступи за національну збірну Бразилії є найголовнішими в його спортивній кар'єрі.
Одним з найкращих його матчів став фінал Панамериканських ігор 1987 року. Після першої половини гри бразильці поступалися господарям змагання, збірній США. У третьому і четвертому періодах, майбутні зірки НБА Девід Робінсон, Денні Меннінг, Рекс Чепмен та їх партнери не змогли втримати Марселя де Соузу і Оскара Шмідта. Останній, набрав у цій грі 46 очок. Бразильці стали переможцями турніру, а студенти США — зазнали першої поразки на власному полі.
У жовтні 2001 року перевершив досягнення легендарного гравця «Мілвокі Бакс» і «Лос-Анджелес Лейкерс» Каріма Абдул-Джаббара за сумарною кількістю набраних очок (у американця — 46 725). Завершив кар'єру професіонального баскетболіста у 45 років з результатом у 49 973 очок.

## Визнання
1991 року Міжнародна федерація баскетболу провела опитування і визначила 50 найкращих спортсменів за весь час існування цієї спортивної організації. До нього увійшли четверо бразильців — Убіратан Перейра, Вламір Маркеш, Аморі Пасос і Оскар Шмідт. Шмідт набрав найбільшу кількість очок серед співвітчизників (205) і потрапив до першої десятки опитування (очолив список Сергій Бєлов — 317 пунктів).
У 2010 році був обраний до Зали слави ФІБА (разом з Драганом Кічановичем, Владе Дівацом, Діно Менегіном і Арвідасом Сабонісом).
2013 року його обрали до Баскетбольної зали слави імені Нейсміта. На церемонії його представляв лідер «Бостон Селтікс» 80-х років Ларрі Берд.
На відкритті літніх Олімпійських ігор у Ріо-де-Жанейро, був одним з восьми прапороносців Олімпійського прапору.

## Командні досягнення
- Бронзовий призер чемпіонату світу (1): 1978
- Чемпіон Америки (2): 1984, 1988
- Чемпіон Панамериканських ігор (1): 1987
- Чемпіон Південної Америки (3): 1977, 1983, 1985
- Володар Міжконтенентального кубка (1): 1979 («Сіріо»)
- Володар кубка Італії (1): 1988 («Казерта»)
- Чемпіон Бразилії (3): 1977 («Палмейрас»); 1979 («Сіріо»); 1996 («Корінтіанс»)
- Чемпіон штату Сан-Паулу (4): 1974 («Палмейрас»); 1979, 1980 («Сіріо»); 1998 («Баруері»)
- Чемпіон штату Ріо-де-Жанейро (2): 1999, 2002 («Фламенго»)

## Особисті досягнення
- Кращий бомбардир Олімпійських ігор (3): 1988 (42,3), 1992 (24,8), 1996 (27,4)
- Кращий бомбардир чемпіонату світу (1): 1990 (34,6)
- Кращий бомбардир чемпіонату Італії (7): 1984, 1985, 1986, 1987, 1989, 1990, 1992
- Кращий бомбардир чемпіонату Іспанії (1): 1994 (33,3)
- Кращий бомбардир чемпіонату Бразилії (10): 1979, 1980, 1996, 1997, 1998, 1999, 2000, 2001, 2002, 2003
- Рекордсмен баскетбольного турніру на літніх Олімпійських іграх за кількостю набраних очок (1093)
- Рекордсмен світового баскетболу за кількостю набраних очок (49 973)
- Символічна збірна чемпіонату світу (3): 1978, 1986, 1990

## Статистика
Сумарна статистика виступів за національну збірну Бразилії і клубні команди:
| Команда             | Роки      | Ігри | Очки  | Ср.  |
| ------------------- | --------- | ---- | ----- | ---- |
| «Палмейрас»         | 1974–1978 | 82   | 2033  | 24,8 |
| «Сіріо»             | 1978–1982 | 146  | 4351  | 29,8 |
| «Ювентус» (Казерта) | 1982–1990 | 284  | 9143  | 32,2 |
| «Павія»             | 1990–1993 | 119  | 4814  | 40,5 |
| «Вальядолід»        | 1993–1995 | 71   | 2009  | 28,3 |
| «Корінтіанс»        | 1995–1997 | 131  | 4270  | 32,5 |
| «Бандейрантес»      | 1997–1998 | 117  | 3570  | 30,5 |
| «Греміо Баруері»    | 1998–1999 | 120  | 4613  | 38,4 |
| «Фламенго»          | 1999–2003 | 219  | 7241  | 33,1 |
| Бразилія            | 1977–1996 | 326  | 7693  | 23,6 |
| Усього              | Усього    | 1615 | 49737 | 30,8 |

Статистика виступів на Олімпійських іграх:
| Турнір | Місце  | Ігри | Очки | Ср.  |
| ------ | ------ | ---- | ---- | ---- |
| 1980   | 5      | 7    | 169  | 24,1 |
| 1984   | 9      | 7    | 169  | 24,1 |
| 1988   | 5      | 8    | 338  | 42,3 |
| 1992   | 5      | 8    | 198  | 24,8 |
| 1996   | 6      | 8    | 219  | 27,4 |
| Усього | Усього | 38   | 1093 | 28.8 |

Статистика виступів на чемпіонатах світу:
| Турнір | Місце  | Ігри | Очки | Ср.  |
| ------ | ------ | ---- | ---- | ---- |
| 1978   |        | 9    | 159  | 17,7 |
| 1982   | 8      | 6    | 126  | 21,0 |
| 1986   | 4      | 10   | 281  | 28,1 |
| 1990   | 5      | 8    | 277  | 34,6 |
| Усього | Усього | 33   | 843  | 25,5 |

Статистика виступів на чемпіонатах Америки:
| Турнір | Місце  | Ігри | Очки | Ср.  |
| ------ | ------ | ---- | ---- | ---- |
| 1980   | 4      | 6    | 110  | 18,3 |
| 1984   |        | 8    | ?    | ?    |
| 1988   |        | 8    | 240  | 30,0 |
| 1989   |        | 8    | ?    | ?    |
| 1992   |        | 6    | 188  | 31,3 |
| 1995   |        | 10   | 275  | 27,5 |
| Усього | Усього | 46   |      |      |

Статистика виступів на Панамериканських іграх:
| Турнір | Місце  | Ігри | Очки | Ср.  |
| ------ | ------ | ---- | ---- | ---- |
| 1979   |        | 9    | 146  | 16,2 |
| 1987   |        | 7    | 249  | 35,6 |
| Усього | Усього | 16   | 395  | 24,7 |

Статистика виступів на чемпіонатах Південної Америки:
| Турнір | Місце  | Ігри | Очки | Ср.  |
| ------ | ------ | ---- | ---- | ---- |
| 1977   |        | 8    | 62   | 7,8  |
| 1979   |        | 6    | 121  | 20,2 |
| 1981   |        | 5    | 96   | 19,2 |
| 1983   |        | 6    | 105  | 17,5 |
| 1985   |        | 7    | 164  | 23,4 |
| Усього | Усього | 32   | 548  | 17,1 |